# David E. Ott
David Ewing Ott (* 31. Juli 1922 in Honolulu, Hawaii; † 21. Juni 2004 in Washington, D.C.) war ein Generalleutnant der United States Army. Er war unter anderem Kommandeur des VII. Corps.
David Ott war der Sohn von Brigadegeneral Edward Stanley Ott Sr. (1893–1982) und dessen Frau Denise Koch. Er wuchs, bedingt durch die ständigen Standortwechsels seines Vaters, in verschiedenen Städten und Militärstützpunkten auf. Später studierte er für einige Zeit an der Auburn University in Alabama. Im Jahr 1944 graduierte er an der United States Military Academy in West Point. Anschließend wurde er als Leutnant der Feldartillerie zugeteilt. In der Armee durchlief er anschließend alle Offiziersränge vom Leutnant bis zum Generalleutnant.
Ott wurde der 65. Infanteriedivision zugeteilt und mit dieser Anfang 1945 nach Europa versetzt. Dort nahm er an den letzten Gefechten des Zweiten Weltkriegs teil. Anschließend war er für einige Zeit in Frankfurt am Main und in Berlin stationiert. Danach absolvierte er die Parachute School und wurde Lehrer an der Field Artillery School in Fort Sill in Oklahoma. Ab 1951 nahm Ott auch am Koreakrieg teil. Dort gehörte er Einheiten der 25. Infanteriedivision an. Nach seinem Kriegseinsatz in Korea wurde er für einige Jahre Stabsoffizier im Pentagon, ehe er in den Jahren 1956 und 1957 das Command and General Staff College absolvierte. Im Jahr 1963 absolvierte  er auch United States Army War College. Außerdem erhielt er akademische Grade von der George Washington University und der Harvard University.
In der Zeit zwischen 1957 und 1969 war Ott neben den bereits erwähnten Militärkursen mit verschiedenen militärischen Aufgaben betraut. Unter anderem war er Stabsoffizier bei der 82. Luftlandedivision, der 7. Armee in Deutschland und im Hauptquartier in Washington. Im Jahr 1969 erfolgte seine Beförderung zum Brigadegeneral und seine Berufung zum kommandierenden General der amerikanischen Heeresstreitkräfte in Thailand. Damit wurde er in den Vietnamkrieg eingebunden. Nach dieser Tätigkeit war er für kurze Zeit erneut Stabsoffizier im Pentagon. Später gehörte er der Task Force des Verteidigungsministeriums an, die den kompletten Abzug aller amerikanischen Streitkräfte aus Vietnam in die Wege leitete. Zwischen 1973 und 1976 leitete er die Field Artillery School in Ft. Sill.
Zwischen Oktober 1976 und Oktober 1978 war David Ott im Range eines Generalleutnants kommandierender General des VII. Korps, dessen Hauptquartier sich in Stuttgart befand. Anschließend ging er in den Ruhestand.
Im Ruhestand arbeitete Ott als Berater für verschiedene Organisationen und für die Firma Teledyne Systems. Er war zudem Vorstandsmitglied bei der Army Distaff Foundation und engagierte sich in verschiedenen Organisationen im sozialen Bereich. Der seit 1950 mit Joyce Gardiner Helmick (1923–2004) verheiratete Ott starb am 21. Juni 2004 und wurde auf dem Nationalfriedhof Arlington beigesetzt.

## Orden und Auszeichnungen
David Ott erhielt im Lauf seiner militärischen Laufbahn unter anderem folgende Auszeichnungen:
- Army Distinguished Service Medal  (3-Mal)
- Legion of Merit (4-Mal)
- Distinguished Flying Cross
- Bronze Star Medal
- Air Medal
- Army Commendation Medal